# Боярских, Клавдия Сергеевна
Кла́вдия Серге́евна Боя́рских (11 ноября 1939, Верхняя Пышма, Свердловская область — 12 декабря 2009, Екатеринбург) — советская лыжница, трёхкратная олимпийская чемпионка (1964), двукратная чемпионка мира (1966). Заслуженный мастер спорта СССР (1964).
Окончила факультет физического воспитания Свердловского государственного педагогического института.

## Биография
Родилась 11 ноября 1939 года в Верхней Пышме. Родители — Боярских Сергей Васильевич (1905—1946) и Татьяна Ивановна (1909—1988) (похоронены в Верхней Пышме).
Выступала за «Труд» (Свердловск).
- 3-кратная олимпийская чемпионка: 5 км (1964), 10 км (1964), эстафета 3×5 км (1964).
- 2-кратная чемпионка мира: 10 км (1966), эстафета 3×5 км (1966).
- 6-кратная чемпионка СССР: 5 км (1964), 1966, 1967), 10 км (1966), эстафета 4×5 км (1964, 1967).

Выиграла все возможные золотые медали в лыжных гонках на зимних Олимпийских играх 1964 года в Инсбруке (5 и 10 км, а также эстафета 3×5 км). При этом на дистанции 5 км, впервые представленной на Олимпийских играх, Боярских стала первой олимпийской чемпионкой. На чемпионате мира 1966 года в Осло победила на 10 км и в эстафете 3×5 км, и была второй на дистанции 5 км (вслед за Алевтиной Колчиной).
Завершила спортивную карьеру в 1968 году. Работала тренером в спортивном клубе «Локомотив», преподавала на кафедре в Уральском политехническом институте.
В Екатеринбурге на лыжной базе «Локомотив» ежегодно проводятся соревнования на призы Клавдии Боярских.
Скончалась на 71-м году жизни в Екатеринбурге 12 декабря 2009 года. Похоронена на Широкореченском кладбище.
В 2010 году установлена мемориальная доска на доме, где жила К. С. Боярских (улица Декабристов, 27).

## Награды
- орден «Знак Почёта» (30.03.1965)